# Ecsenius opsifrontalis
Ecsenius opsifrontalis és una espècie de peix de la família dels blènnids i de l'ordre dels perciformes present a Micronèsia, Wallis i Futuna i Filipines.
És un peix marí de clima tropical i associat als esculls de corall.
Els mascles poden assolir 5 cm de longitud total.
És ovípar.